# Barry Collerson
Barry Collerson (ur. 10 stycznia 1937 w Sydney) – australijski kierowca wyścigowy.

## Biografia
W 1958 roku wystartował MG TA w Grand Prix Australii, jednak wyścigu nie ukończył. Rok później uczestniczył Talbotem-Lago T26C w serii Gold Star (mistrzostwach Australii). Najlepszym rezultatem Collersona było siódme miejsce na torze Gnoo Blas, a w klasyfikacji końcowej serii kierowca ten zajął 29. miejsce. W 1963 roku zajął Fiatem 770 dziesiąte miejsce w wyścigu Armstrong 500. W sezonie 1964 uczestniczył Brabhamem BT2 w serii Gold Star, w której zajął dziesiątą pozycję. Był również czwarty w Mistrzostwach Australii 1,5 Litra. Rok później rywalizował w Gold Star (trzynaste miejsce), jak również Formule Tasman i Mistrzostwach Australii 1,5 Litra. Był również szesnasty w Armstrong 500, ścigając się Volvo 122S.
W 1966 roku podjął program startów w europejskiej Formule 3, gdzie ścigał się Cooperem T76. Rywalizował wówczas m.in. w Grand Prix Monako, a jego najlepszym rezultatem było trzecie miejsce w Portorožu. W 1967 roku zmienił pojazd na Merlyna Mk10. Do jego najlepszych wyników należały wówczas: drugie miejsce w Halle-Saale-Schleiferennen oraz trzecie w Avusrennen.
Jest autorem książki Mount Druitt to Monza: Motor Racing On a Shoestring Budget.

## Wyniki
| Legenda oznaczeń w tabelach wyników Wyświetl szablon na nowej stronie | Legenda oznaczeń w tabelach wyników Wyświetl szablon na nowej stronie                                                                     |
| Oznaczenie                                                            | Wyjaśnienie |
| --------------------------------------------------------------------- | --- |
| Złoty                                                                 | Zwycięzca lub mistrzostwo |
| Srebrny                                                               | 2. miejsce lub wicemistrzostwo |
| Brązowy                                                               | 3. miejsce lub II wicemistrzostwo |
| Zielony                                                               | Ukończył, punktował (w klasyfikacji generalnej, gdy zdobył co najmniej jeden punkt na przestrzeni sezonu, poza trzema powyższymi opcjami) |
| Niebieski                                                             | Ukończył, nie punktował (w klasyfikacji generalnej, gdy nie zdobył co najmniej jednego punktu na przestrzeni sezonu)                      |
| Czerwony                                                              | Nie zakwalifikował się (NZ) |
| Czerwony                                                              | Nie prekwalifikował się (NPK) |
| Różowy                                                                | Nie ukończył (NU) |
| Różowy                                                                | Niesklasyfikowany (NS) (w klasyfikacji generalnej, gdy nie został sklasyfikowany w żadnym wyścigu sezonu)                                 |
| Czarny                                                                | Zdyskwalifikowany (DK) |
| Czarny                                                                | Wykluczony (WYK/EX) |
| Biały                                                                 | Nie wystartował (NW) |
| Biały                                                                 | Kontuzjowany (K/INJ) |
| Biały                                                                 | Wyścig odwołany (OD/C) |
| Bez koloru                                                            | Został wycofany (WYC/WD) |
| Bez koloru                                                            | Nie przybył (NP/DNA) |
| Bez koloru                                                            | Nie brał udziału w treningach (NT/DNP) |
| Bez koloru                                                            | Nie został zgłoszony (–) |
| Pogrubienie                                                           | Start z pole position |
| Kursywa                                                               | Najszybsze okrążenie wyścigu |
| †                                                                     | Nie ukończył, ale jego rezultat został zaliczony ze względu na przejechanie więcej niż 90% dystansu wyścigu.                              |
| *                                                                     | Sezon w trakcie |
| 1/2/3                                                                 | Punktowana pozycja w sprincie kwalifikacyjnym                                                                                             |
| Lista systemów punktacji Formuły 1                                    | |

### Gold Star
| Rok  | Zespół             | Samochód         | Silnik | Wyniki w poszczególnych eliminacjach | Wyniki w poszczególnych eliminacjach | Wyniki w poszczególnych eliminacjach | Wyniki w poszczególnych eliminacjach | Wyniki w poszczególnych eliminacjach | Wyniki w poszczególnych eliminacjach | Wyniki w poszczególnych eliminacjach | Wyniki w poszczególnych eliminacjach | Wyniki w poszczególnych eliminacjach | Wyniki w poszczególnych eliminacjach | Wyniki w poszczególnych eliminacjach | Wyniki w poszczególnych eliminacjach | Pkt. | Msc. |
| ---- | ------------------ | ---------------- | ------ | ------------------------------------ | ------------------------------------ | ------------------------------------ | ------------------------------------ | ------------------------------------ | ------------------------------------ | ------------------------------------ | ------------------------------------ | ------------------------------------ | ------------------------------------ | ------------------------------------ | ------------------------------------ | ---- | ---- |
| 1959 |                    |                  |        | Australia                            | Australia                            | Australia                            | Australia                            | Australia                            | Australia                            | Australia                            | Australia                            | Australia                            | Australia                            | Australia                            | Australia                            | 1    | 29   |
| 1959 | Barry Collerson    | Talbot-Lago T26C | Talbot | 7                                    | -                                    | -                                    | -                                    | NW                                   | -                                    | -                                    | NW                                   | -                                    | -                                    | -                                    | -                                    | 1    | 29   |
| 1960 |                    |                  |        | Australia                            | Australia                            | Australia                            | Australia                            | Australia                            | Australia                            | Australia                            |                                      |                                      |                                      |                                      |                                      | 0    | NS   |
| 1960 | Barry Collerson    | Talbot-Lago T26C | Talbot | -                                    | 10                                   | NW                                   | -                                    | -                                    | -                                    | -                                    |                                      |                                      |                                      |                                      |                                      | 0    | NS   |
| 1964 |                    |                  |        | Australia                            | Australia                            | Australia                            | Australia                            | Australia                            |                                      |                                      |                                      |                                      |                                      |                                      |                                      | 3    | 10   |
| 1964 | Barry Collerson    | Brabham BT2      | Ford   | -                                    | -                                    | 5                                    | -                                    | 7                                    |                                      |                                      |                                      |                                      |                                      |                                      |                                      | 3    | 10   |
| 1965 |                    |                  |        | Australia                            | Australia                            | Australia                            | Australia                            | Australia                            | Australia                            |                                      |                                      |                                      |                                      |                                      |                                      | 2    | 13   |
| 1965 | Hunter & Delbridge | Brabham BT2      | Ford   | NU                                   | NW                                   | 7                                    | -                                    | -                                    |                                      |                                      |                                      |                                      |                                      |                                      |                                      | 2    | 13   |

### Brytyjska Formuła 3
| Rok  | Zespół          | Samochód   | Silnik | Wyniki w poszczególnych eliminacjach | Wyniki w poszczególnych eliminacjach | Wyniki w poszczególnych eliminacjach | Wyniki w poszczególnych eliminacjach | Wyniki w poszczególnych eliminacjach | Wyniki w poszczególnych eliminacjach | Wyniki w poszczególnych eliminacjach | Wyniki w poszczególnych eliminacjach | Wyniki w poszczególnych eliminacjach | Wyniki w poszczególnych eliminacjach | Wyniki w poszczególnych eliminacjach | Wyniki w poszczególnych eliminacjach | Wyniki w poszczególnych eliminacjach | Wyniki w poszczególnych eliminacjach | Wyniki w poszczególnych eliminacjach | Wyniki w poszczególnych eliminacjach | Wyniki w poszczególnych eliminacjach | Wyniki w poszczególnych eliminacjach | Wyniki w poszczególnych eliminacjach | Pkt. | Msc. |
| ---- | --------------- | ---------- | ------ | ------------------------------------ | ------------------------------------ | ------------------------------------ | ------------------------------------ | ------------------------------------ | ------------------------------------ | ------------------------------------ | ------------------------------------ | ------------------------------------ | ------------------------------------ | ------------------------------------ | ------------------------------------ | ------------------------------------ | ------------------------------------ | ------------------------------------ | ------------------------------------ | ------------------------------------ | ------------------------------------ | ------------------------------------ | ---- | ---- |
| 1966 |                 |            |        | Wielka Brytania                      | Wielka Brytania                      | Wielka Brytania                      | Wielka Brytania                      | Wielka Brytania                      | Wielka Brytania                      | Wielka Brytania                      | Wielka Brytania                      | Wielka Brytania                      | Wielka Brytania                      | Wielka Brytania                      | Wielka Brytania                      | Wielka Brytania                      | Wielka Brytania                      | Wielka Brytania                      | Wielka Brytania                      | Wielka Brytania                      | Wielka Brytania                      | Wielka Brytania                      | 0    | NS   |
| 1966 | Barry Collerson | Cooper T76 | Ford   | -                                    | -                                    | -                                    | -                                    | -                                    | -                                    | -                                    | -                                    | -                                    | -                                    | -                                    | -                                    | -                                    | -                                    | -                                    | 13                                   | -                                    | -                                    | -                                    | 0    | NS   |

### Wschodnioniemiecka Formuła 3
| Rok  | Zespół          | Samochód    | Silnik | Wyniki w poszczególnych eliminacjach | Wyniki w poszczególnych eliminacjach | Wyniki w poszczególnych eliminacjach | Wyniki w poszczególnych eliminacjach | Wyniki w poszczególnych eliminacjach | Wyniki w poszczególnych eliminacjach | Pkt. | Msc. |
| ---- | --------------- | ----------- | ------ | ------------------------------------ | ------------------------------------ | ------------------------------------ | ------------------------------------ | ------------------------------------ | ------------------------------------ | ---- | ---- |
| 1967 |                 |             |        |                                      |                                      |                                      |                                      |                                      |                                      | 0    | NS   |
| 1967 | Barry Collerson | Merlyn Mk10 | Ford   | 2                                    | NU                                   | -                                    | -                                    | 6                                    | -                                    | 0    | NS   |